# آزموند بورادایل
آزموند بورادایل (انگلیسی: Osmond Borradaile; ۱۷ ژوئیهٔ ۱۸۹۸ – ۲۳ مارس ۱۹۹۹) فیلم‌بردار اهل کانادا و کهنه‌سرباز جنگ جهانی اول و جنگ جهانی دوم بود.
از فیلم‌هایی که وی در آن‌ها نقش داشته‌است، می‌توان به من یک عروس مذکر زمان جنگ بودم، اسکات قطب جنوب و طبل اشاره نمود.
وی همچنین برندهٔ جوایزی همچون نشان لیاقت کانادا و شوالیهٔ لژیون دونور شده‌است.